# ديمتري بيترنكو
ديمتري بيترنكو (بالروسية: Петренко, Дмитрий Александрович)‏ (18 يونيو 1966 في روسيا - ) هو مدرب كرة قدم ولاعب كرة قدم روسي (وحمل سابقاً جنسية الاتحاد السوفيتي) في مركز الهجوم. لعب مع فالدهوف مانهايم ونادي روتور فولغوغراد وإنرجيا فولجسكي ‏ وتكستيلشيك كاميشين ‏ وFC Ekibastuzets ‏ وFC Metallurg Lipetsk ‏ وFC Druzhba Maykop ‏ وFC Balakovo ‏ وFC Rotor-2 Volgograd ‏ وFC Khopyor Balashov ‏.

## وصلات خارجية
- ديمتري بيترنكو على موقع قاعدة بيانات كرة القدم.إي يو (الإنجليزية)